# شويعرة شاطئية
الشويعرة الشاطئية نوع نباتي عشبي يتبع جنس الشويعرة من الفصيلة النجيلية.